# Копильський район
53°9′0″ пн. ш. 27°5′30″ сх. д. / 53.15000° пн. ш. 27.09167° сх. д.
Копи́льський райо́н (біл. Капыльскі раён) — адміністративна одиниця Білорусі, Мінська область. Адміністративний центр — місто Копи́ль.

## Географія
Рельєф району є переважно рівнинним, із заходу на схід його перетинає Копильське пасмо. Найвища точка району (243 м) біля села Нізкавічи. Найнижча точка (152 м) біля села Макрани. Ґрунти району за родючістю в середньому 35 балів. Ґрунти переважно дерново-підзолисті, торф'яно-болотні, піщані, суглинні і частково заболочені. Є також 38 060 гектарів осушених земель, з них торфовищ — 14 800 гектарів. Серед корисних копалин переважає торф — 29 родовищ із сумарним запасом в 26 млн тонн. Родовище крейди «Загуменне» має запас розміром 218 тис. тонн. Є також родовища гравію і піску запасом в 25 млн м³. По території району протікають 28 річок.

## Адміністративний поділ
Всі села в Копильському районі належать до 13 сільських рад:
- Блевчицька сільська рада → Блевчиці • Бистриця • Вороб`євичі • Деречино • Домантовичі • Заневідомка • Києвичі • Красино • Лешня • Малинівка • Мацькевичі • Новинки • Острово • Суховчиці • Філіповичі •
- Бобовнянська сільська рада → Бобовня • Веселий • Виня • Думичі • Заболоття • Залісся • Зарудне • Застеб`я • Клетище • Колосівщина • Калюга • Лави • Леніно • Лісне • Летківщина • Лотвини • Нова Гута • Новосілки • Римаші * Рудники • Руднички • Стара Гута • Телядовичі • Цегельня.
- Братківська сільська рада → Браткове • Веселе • Дегтяні • Зараківці • Комсичі • Каролінка • Новосілки • Орехівка • Славинка • Савичики.
- Бучатинська сільська рада → Бучатине • Вигода • Гулевичі • Гулевичівський • Доменикове • Жабчево • Жилихове • Журавка • Інтернаціонал • Лютовичі • Малинове • Новосілки • Ракині • Садовичі • Смоличі • Старина • Страхіни • Толмачево.
- Великораєвська сільська рада → Богоровщина • Богуші • Великі Пруси • Велика Раівка • Конотопи • Колівка • Колодязне • Куковичі • Куцівщина • Малі Пруси • Нарути • Райок • Рудне • Савичі • Степури.
- Грозовська сільська рада → Оксамити • Балговичі • Гривень • Грозово • Грозовок • Дубейки • Євсеєвичі • Жуки • Загоровщина • Конюхи • Червона Гірка • Михалівці • Попівці • Преснаки • Риматівщина • Слобідка • Старосілля • Юрівщина.
- Докторовичівська сільська рада → Аткуловичі • Ванелевичі • Васильчиці • Горностайлове • Докторовичі • Закопанка • Калинове • Лазюки • Новосілки • Нові Докторовичі • Островок • Перевіз • Савкове • Смичка • Станьки • Угли • Ужа • Чижевичі.
- Комсомольська сільська рада → Борківці • Дунаєво • Калюга • Камінь • Карачівщина • Киселі • Комсомольске • Кондратовичі • Осовець • Петрилове • Підлужжя • Пуково • Ріпна Гряда • Сунаї • Трухановичі • Хвойники.
- Копильська сільська рада → Андросівщина • Аножки • Аргеловщина • Биковці • Василівщина • Велешино • Вошкати • Дусаївщина • Кам`янка • Камінщина • Кель • Червоний Партизан • Мажа • Мозолі • Низковичі • Новосади • Подгірці • Скабин • Старий Копиль • Усове• Якубовичі
- Потейківська сільська рада → Бобовенка • Дороговиця • Душеве • Жаулки • Казаківка • Кокоричі • Котельники • Криве Село • Кудиновичі • Леонове • Мислі • Новоселки • Печурани • Пнивода • Потейки • Ржавка • Троянове • Червона Гірка.
- Семежевська сільська рада → Калініно • Першомайське • Семежево • Філіповичі • Червона Дуброва.
- Слобода-Кучинська сільська рада → Андросівщина • Астрейки • Бадежі • Бор • Велешино-1 • Велешино-2 • Гончарівка • Запілля • Калинівка-1 • Калинівка 2 • Корзуни • Криниця • Липники • Лугова • Малинівка • Перевіз • Пісочне • Роспи • Русаки • Садки • Свидичі • Слобода-Кучинка • Стариця • Харитонівка • Черничне • Шами.
- Тимковичівська сільська рада → Воронівщина • Довге • Огородники • Рачкевичі • Тимковичі • Чорногубове.

## Відомі особистості
У районі народився:
- Козловський Гнат Гнатович (1917—1962) — радянський льотчик (с. Великі Пруси).

| Білорусь | Це незавершена стаття з географії Білорусі. Ви можете допомогти проєкту, виправивши або дописавши її. |